# アレッサンドロ・マンゾーニ

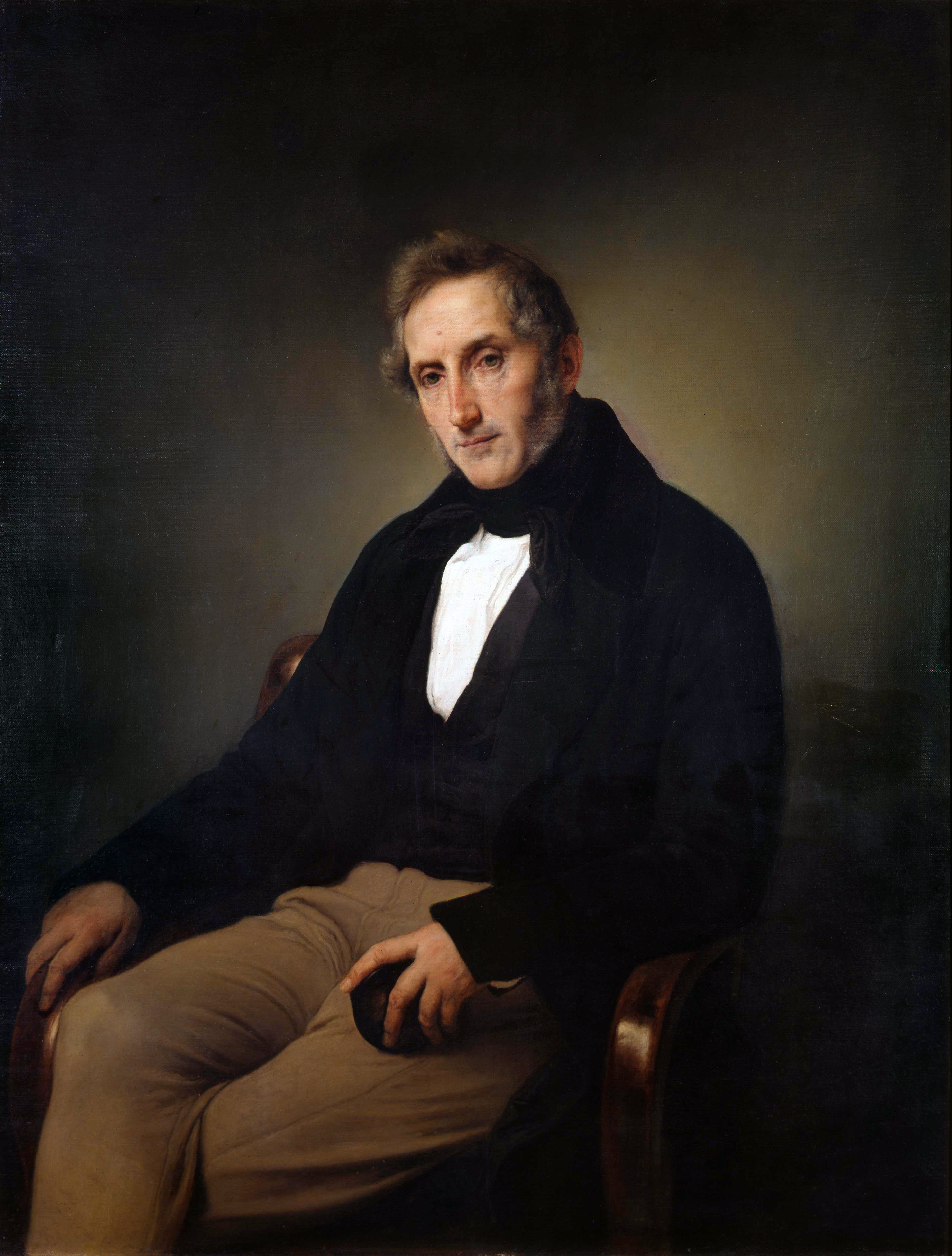
A・マンゾーニ

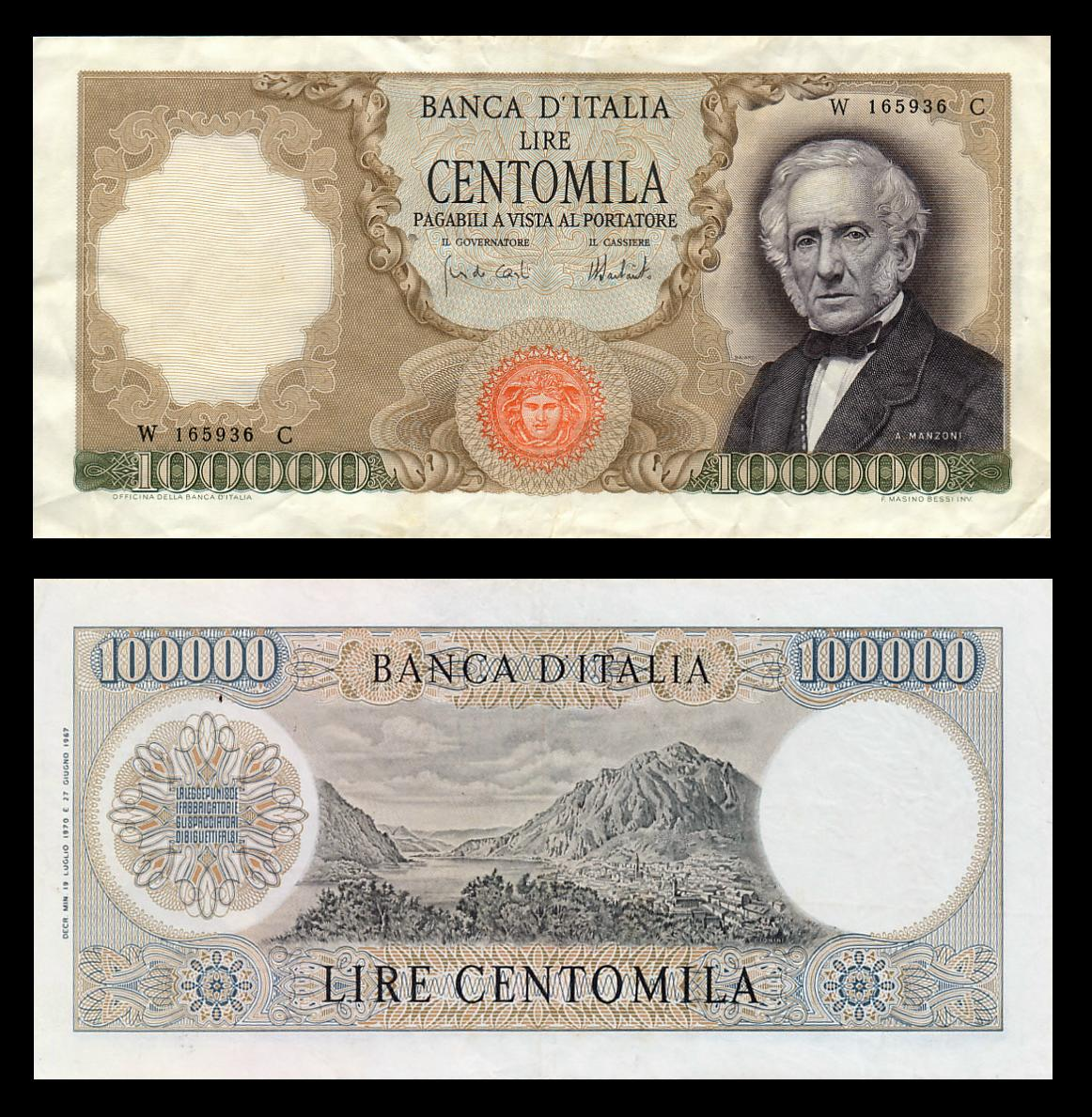
アレッサンドロ・マンゾーニの肖像がデザインされている100000リラ紙幣

アレッサンドロ・フランチェスコ・トンマーゾ・アントニオ・マンゾーニ（Alessandro Francesco Tommaso Antonio Manzoni, 1785年3月7日 - 1873年5月22日）は、イタリアの詩人、作家。1967年から1979年まで発行された10万イタリア・リレ（リラの複数形）紙幣の裏面に肖像が採用されていた。

## 生涯
ミラノの伯爵家に生まれる。父はピエトロ・マンゾーニ、母はジュリア・ベッカリーアで啓蒙思想家チェーザレ・ベッカリーアの長女。二人は1782年に結婚し、1792年に法定別居()。 
1805年に母とともにパリに赴きそこでヴォルテールと文学者クロード・フォリエルの影響を受ける。1808年に銀行家の娘エンリケッタ・ブロンデルと結婚し、ともにカトリックに改宗。それまでマンゾーニはカトリックからは異端とみなされるジャンセニスム、エンリケッタはカルヴァン派信者であった。この合理主義・無神論からの回心（Conversione）は、以後のマンゾーニの行動と思想を決定したといわれる。1814年からミラノに住み、1833年に妻エンリケッタと死別したが1837年にはテレーサ・ボッリという連れ子のいる女性と再婚した。1840年にマジョーレ湖畔のレーザ（Lesa)に移り著作に専念する。1848年ミラノに起こった対オーストリア蜂起市街戦には息子をバリケードにおくって励まし、イタリア各君主に対してミラノ救援を呼びかけている。1860年にイタリア王国が成立したときに上院議員となる。
しかし、妻及び子供たちに次々と先立たれ、1873年1月6日にサン・フェデーレ教会を出る際に転倒して頭を強打、5ヶ月後に脳髄膜炎を併発し死亡した。ジュゼッペ・ヴェルディの『レクイエム』は彼の追悼のために完成された。

## 作品と作風
はじめは古典的な詩を作ったがやがてロマン主義に転じ、高雅な言葉でキリスト教徒としての心情を歌った詩『聖なる讃歌 Inni sacri』『La resurrezione』『Pentecoste』などを書いた。またナポレオンを悼んだ詩『五月五日　Il cinque maggio』（1821年）はゲーテによってドイツ語に翻訳された。悲劇『カルマニョーラ伯　Il Conte di Carmagnola』『アデルキ　Adelchi』は部分的な美しさをもつが舞台向きではない。主著は歴史小説『いいなづけ　I promessi sposi』3巻（1825－26年）である 。（なお、同書は『婚約者』と訳される場合もある）。
1823年『ロマン主義について』を書き、新しい流派の説を詳しく展開しているが、その要旨は神話と古典への盲従を排し、修辞法則を否定し、それに対して「意図としては有益であること、主題としては真実であること、方法としてはおもしろさ」を追求するべきである、というものだった。さらにイタリア語の統一という問題について多くの論文を書いて、イタリア語の中のトスカーナ性を擁護し、名作『いいなづけ』によってトスカーナ語を基本とする近代イタリア標準語をいちおう完成させたといえる。

## 日本語訳
- フェデリコ・バルバロ、尾方寿恵訳 『婚約者』岩波文庫（上中下）、改版1973年、復刊2003年ほか
- 平川祐弘訳 『いいなづけ　17世紀ミラーノの物語』河出書房新社、1989年、新版（上下）、1991年
- 平川祐弘訳 『いいなづけ　17世紀ミラーノの物語』河出文庫（上中下）、2006年。ISBN 4309462677, 4309462707, 4309462715